# Heidi Mather
Pour les articles homonymes, voir Mather.
Heidi Mather, née le 14 juillet 1978 à Kurri Kurri, est une joueuse professionnelle de squash représentant l'Australie. Elle atteint en octobre 2003 la 30e place mondiale, son meilleur classement.

## Biographie
Elle participe aux championnats du monde 2002 s'inclinant au premier tour face à la future lauréate Sarah Fitz-Gerald.